# Abu-Ishaq al-Husrí
Abu-Ishaq Ibrahim ibn Alí ibn Tamim al-Qayrawaní al-Husrí, més conegut com a Abu-Ishaq al-Husrí (àrab: أبو إسحاق الحصري, Abū Isḥaq al-Ḥuṣrī) o, simplement, com a al-Husrí (1022 - abans de 1100) fou un poeta i escriptor àrab d'Ifríqiya que va viure a Kairuan al segle xi.
Va escriure poesia però les obres principals són en prosa:
- Zahr al-àdab wa-thàmar al-albab
- Jam al-jawàhir fi-l-múlah wa-n-nawàdir
- Nur at-tarf wa-nawr az-zarf
- Kitab al-Masun fi-sirr al-hawà al-maknun